# Lieme
Lieme ist einer von 14 Stadtteilen der Stadt Lemgo im Kreis Lippe im Nordosten des Landes Nordrhein-Westfalen in Deutschland. Lieme hat rund 2.500 Einwohner.

## Geographie

### Geographische Lage
Lieme zählt geographisch zum Lipper Bergland und ist der westlichste Stadtteil Lemgos. Im Süden grenzt er an die Stadt Lage, im Westen und Norden an die Stadt Bad Salzuflen, im Nordosten an den Stadtteil Leese, im Osten an die Kernstadt Lemgo sowie an Hörstmar im Südosten.

### Stadtteilgliederung
Zu Lieme gehören das Dorf Lieme (⊙), die Weiler Hengstheide (⊙), Rhiene (⊙), Strang (⊙) und Wittighöferheide (⊙) sowie das „Gut Büllinghausen“ (⊙).

### Gewässer
Südlich von Lieme fließt die Bega, die bei Bad Salzuflen in die Werre mündet. Ihr fließen hier von Norden die Ilse sowie von Süden der Linnebach und der Oetternbach zu.

### Schutzgebiete
Entlang des Oetternbachs erstreckt sich das rund 30 Hektar große Naturschutzgebiet Hardisser Moor, nördlich des Lagenser Ortsteils Hardissen, zwischen der Hardisser Straße im Süden, der Afrikastraße im Westen sowie der Bega und Lieme im Norden.

## Geschichte

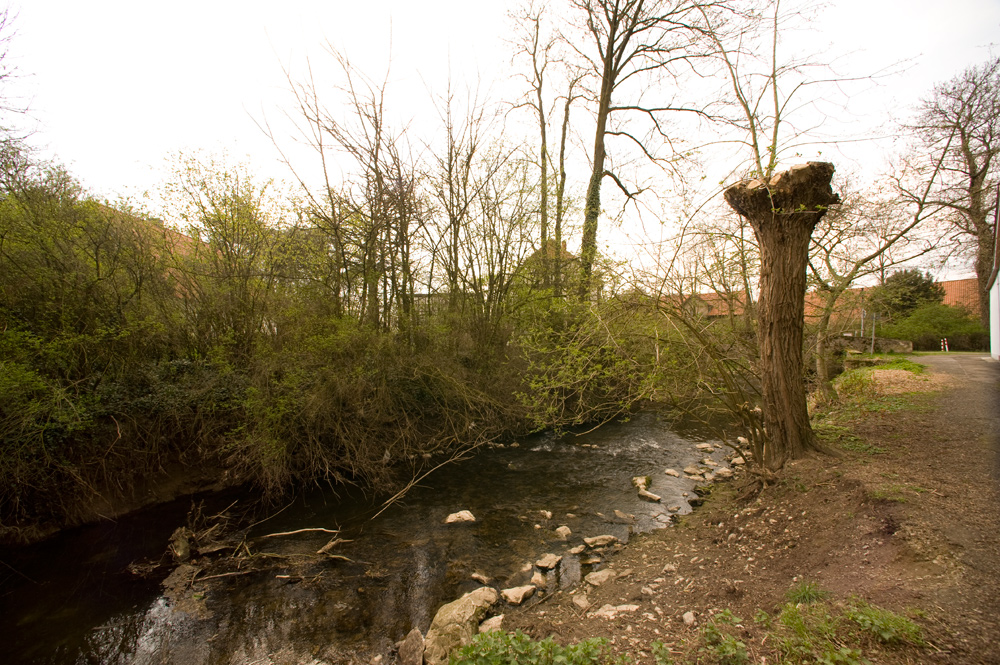
Lemgo-Lieme an der Bega. Im Hintergrund der Steinhof zu Lieme, wo der deutsche Arzt und Weltreisende Engelbert Kaempfer seit 1694 lebte, praktizierte und 1716 starb.

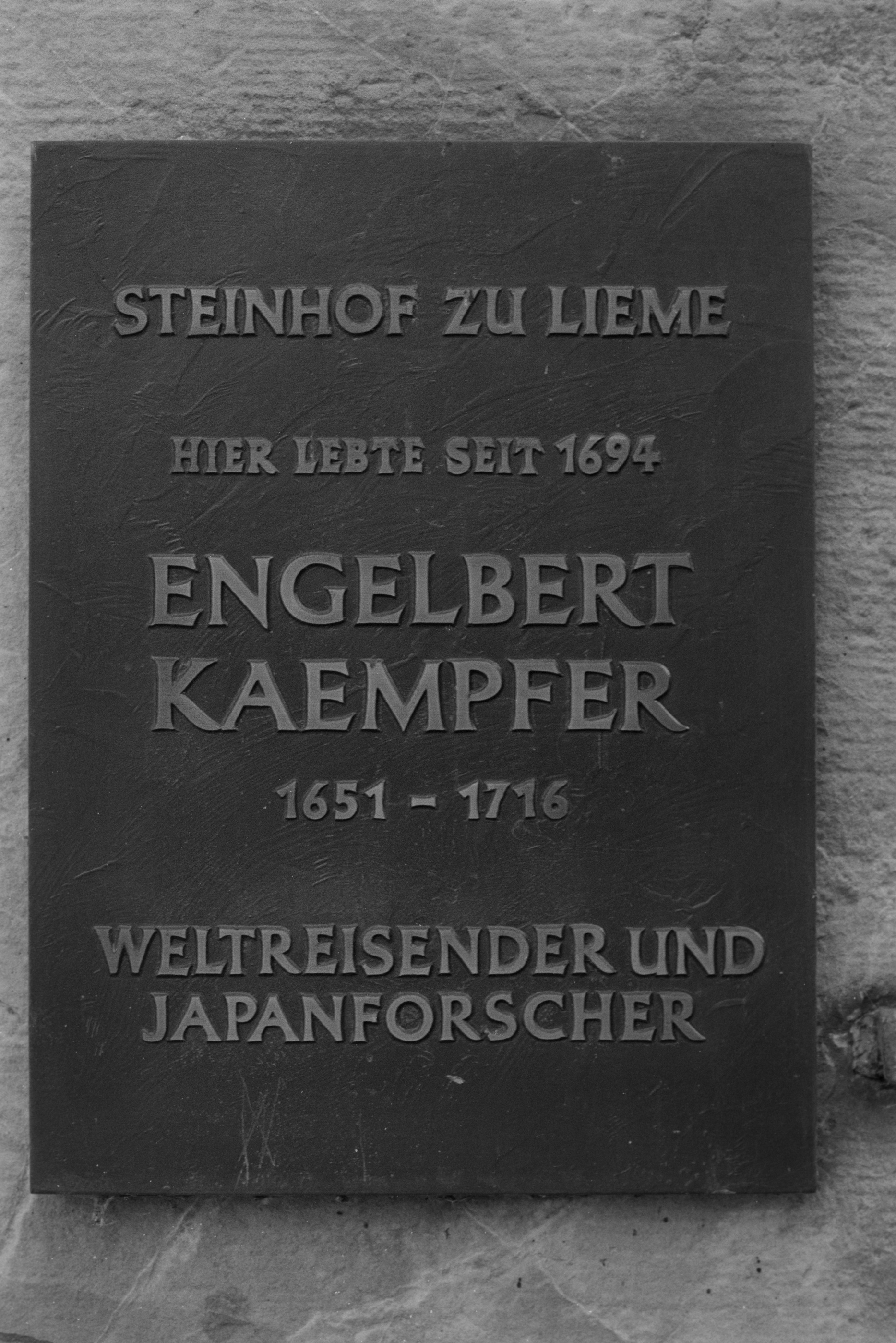
Gedenkstein für Engelbert Kaempfer am Eingang des Steinhofes zu Lemgo-Lieme von der Engelbert-Kaempfer-Gesellschaft e. V.

Urnenfunde bezeugen, dass Lieme schon in der frühen Eisenzeit (880–450 v. Chr.) besiedelt war. Der Siedlungsplatz an der Bega lag an einem alten Verkehrsweg und war vermutlich zuerst ein Villikationshof der Billunger.
1386 schlossen der lippische Landesherr Simon III. und die Stadt Herford einen Vertrag, aus dem hervorging, dass Streitigkeiten zwischen beiden Parteien auf dem Liemer Turmhof zu klären seien.
Ein Zweiständerhaus auf dem Hof Obermeyer gilt als das älteste noch erhaltene Bauernhaus in Lippe. Im 18. Jahrhundert wurde das Fachwerkhaus zu einem Leibzuchthaus umgebaut.
Im Dreißigjährigen Krieg (1618–1648) hatte sich die Grafschaft Lippe für neutral erklärt. Trotzdem zog Christian von Braunschweig 1621 mit einem 22.000 Mann starkem Heer durch Lippe und lagerte auf der Liemer Heide. Auch in den folgenden Jahren kam es immer wieder zu Übergriffen durch fremde Truppen, die plündernd und mordend durchs Land zogen. Den Liemer Bauern wurden Pferde aus den Ställen geholt, das Vieh geschlachtet, Saatgut, Haushaltsgeräte, Bettzeug und Kleidung geraubt und Häuser zerstört. Im Jahr 1635 errichteten die Liemer Bauern einen hölzernen Wach- und Beobachtungsturm, der südlich des heutigen Freibads auf einer Anhöhe stand. Von hier aus konnte man die westlichen Zufahrtsstraßen zum Dorf gut einsehen und die Bewohner vor heranrückenden Truppen rechtzeitig warnen. Die noch existierenden Schadensmeldungen der Bauern an das Amt Brake dokumentieren die durch den Krieg entstandenen Verluste.
In die Lemgoer Hexenprozesse waren auch zwei Jungen aus Lieme-Lückhausen verwickelt. Der Angeklagte, Lehrer Hermann Beschoren, sollte viele seiner Schüler zum Bunde mit dem Teufel verführt haben. Da sie nicht aus Lemgo stammten, verlangte Graf Hermann Adolf die Auslieferung der Kinder, der Brüder Hermann Christoph und Barthold Niedermeier, und ließ sie in Detmold verhören. In dem Verhör beschuldigten sie sich selbst der Zauberei, die sie von ihrem Lehrer gelernt hätten. Beschoren wurde am 26. September 1654 in Lemgo hingerichtet. Die Kinder brachte man in einem Gasthaus in Detmold unter Aufsicht des Lehrers Heinrich Henkhausen unter. Hier wurden sie nach Vorgaben des Lippischen Konsistoriums bekehrt und erzogen und nach vier Jahren entlassen.
In Lieme, auf dem Steinhof zu Lieme, lebte seit 1694 bis zu seinem Tode 1716 der deutsche Arzt und Weltreisende Engelbert Kaempfer. Er wohnte hier mit seiner Frau Maria Sophia Wilstach und den drei Kindern. Auf dem Steinhof verfasste Engelbert Kaempfer   sein Hauptwerk Amoenitatum exoticarum... Sein Wohnhaus ist nicht erhalten.
Aus den Kirchenbüchern der Jahre 1750 bis 1811 geht hervor, dass Lieme in dieser Zeit von neun Epidemien heimgesucht wurde. Besonders Kinder fielen den Seuchen, es handelte sich überwiegend um Pocken, zum Opfer. So starben 1753 32 Kinder an Pocken, 1767/68 29 Kinder an Keuchhusten und Pocken, 1769 acht Kinder an Diphtherie und Pocken, 1770 sechs Kinder an Pocken und Masern, 1779/80 24 Kinder an Pocken und roter Ruhr, 1790 26 Kinder an Pocken, 1795 sechs Kinder an Pocken und 1799 25 Kinder ebenfalls an Pocken.

### 19. Jahrhundert
Im 19. Jahrhundert wanderten auch aus Lieme eine Anzahl junger Menschen nach Nordamerika aus, weil sie keine berufliche Perspektive in ihrer Heimat sahen. Einige von ihnen verließen Lippe auch illegal, so dass die tatsächliche Gesamtzahl der Auswanderer nicht festzustellen ist. Aus den Akten des Staatsarchivs Detmold geht hervor, dass rund 50 Personen zwischen 1846 und 1895 das Dorf Lieme verließen. Besonders beliebt bei den lippischen Auswanderern war das Maries County in Missouri in den Vereinigten Staaten, wo damals die niederdeutsche Muttersprache als Umgangssprache beibehalten worden war.

### 20. Jahrhundert
Lieme wurde am 1. Januar 1969 nach Lemgo eingemeindet.

### Ortsname
Lieme wird als Lime in der zweiten Hälfte des 12. Jahrhunderts erstmals urkundlich erwähnt. Der Name stammt von der Lemgoer Adelsfamilie de Liem ab, die hier Besitztümer hatte.
Folgende Schreibweisen sind im Laufe der Jahrhunderte ebenfalls belegt: Limen (1241), Lune (nach 1241), Lim (1251), Lyme (1324 bis 1360), Lym (1344), Lyem (1360), Lyhem (1363), Lyemen (1490), Lym (1507, im Landschatzregister), Lyem (1521), Lymhe (1538), Lim (1562 und 1572, im Landschatzregister), Lieme und Lihme (1600, im Lemgoer Bürgerbuch), Liehem (1629), Liehm (1634, im Lemgoer Bürgerbuch), Liehm (1703, im Lügdeer Bürgerbuch) sowie Lime (1776).

## Kultur und Sehenswürdigkeiten

### Religion

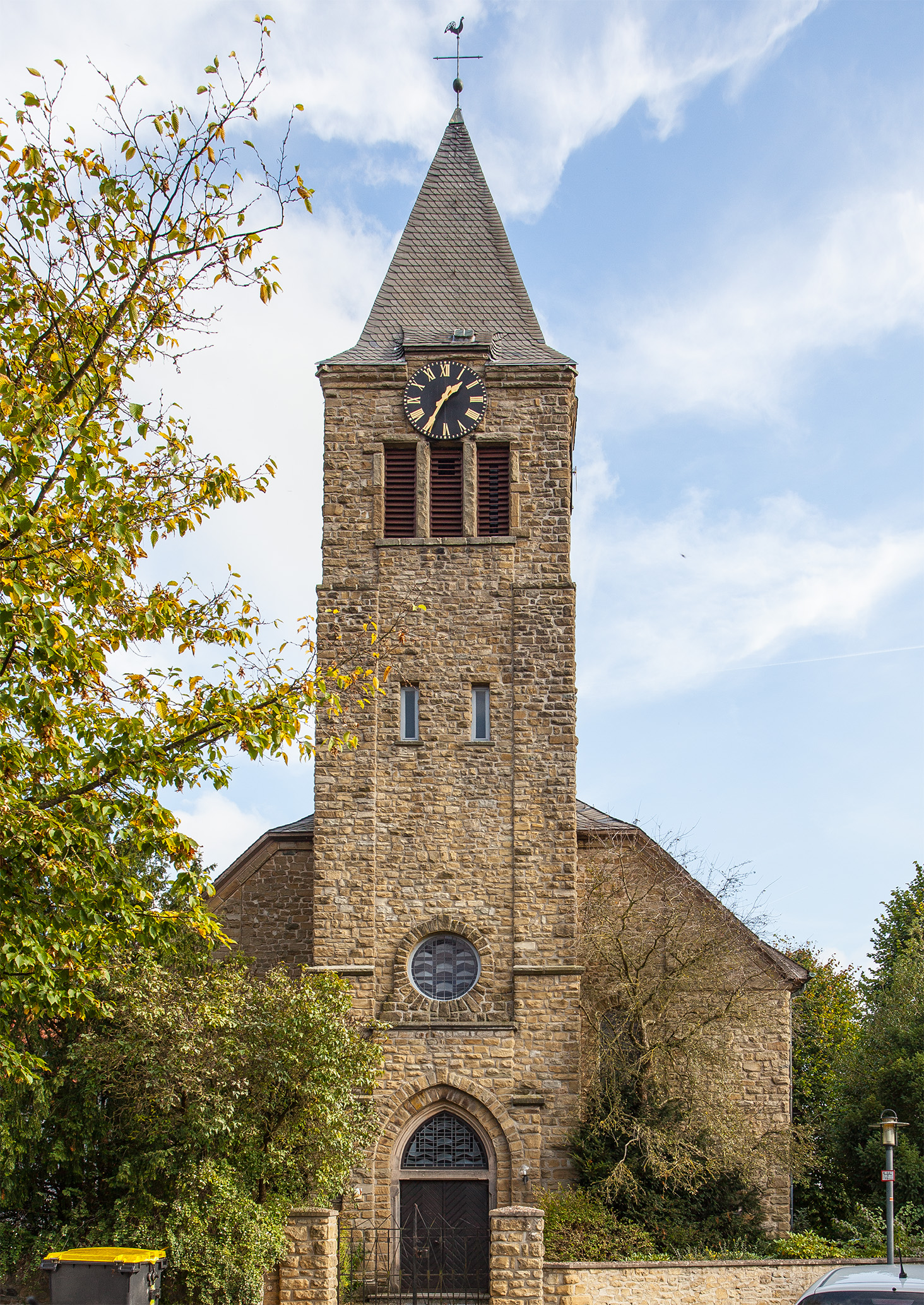
Evangelisch-reformierte Kirche Lieme

Die Mehrheit der Bevölkerung von Lieme ist wie in ganz Lippe evangelisch. Bereits seit etwa der 2. Hälfte des 15. Jahrhunderts gab es in Lieme eine kleine Kapelle. Nachdem diese wegen Baufälligkeit abgerissen werden musste, wurde an gleicher Stelle in den Jahren 1923 bis 1925 die evangelisch-reformierte Kirche Lieme mit 27 Meter hohem Kirchturm erbaut.
Eine gewisse Bekanntheit ist durch die evangelische Schriftenmission Lemgo-Lieme gegeben, die bundesweit Traktate vertreibt.

### Öffentliche Einrichtungen
- Grundschule Lemgo-West
- Evangelisch-reformierter Kindergarten Lieme
- Freibad
- Bega-Kampfbahn, Sportplatz des VfL Lieme
- Gemeindehaus auf dem Steinhof

## Sport
Der Liemer Radsportclub und der RSV Tempo Lieme sind mehrmalige Deutsche Meister, Europameister und Weltmeister im Kunstradfahren und im Radball.
Des Weiteren gibt’s es in Lieme den Verein für Leibesübungen. Der VfL Lieme ist ein Breitensportverein und bietet unter anderem Fußball, Tischtennis und verschiedene Turnmöglichkeiten.

## In Lieme geboren
- Manfred Hildermeier, deutscher Historiker